# Poropuntius consternans
Poropuntius consternans är en fiskart som beskrevs av Maurice Kottelat 2000. Poropuntius consternans ingår i släktet Poropuntius och familjen karpfiskar. IUCN kategoriserar arten globalt som starkt hotad. Inga underarter finns listade i Catalogue of Life.